# Liste von Kampfwagen-Maschinengewehren gemäß den Kennblättern fremden Geräts D 50/2

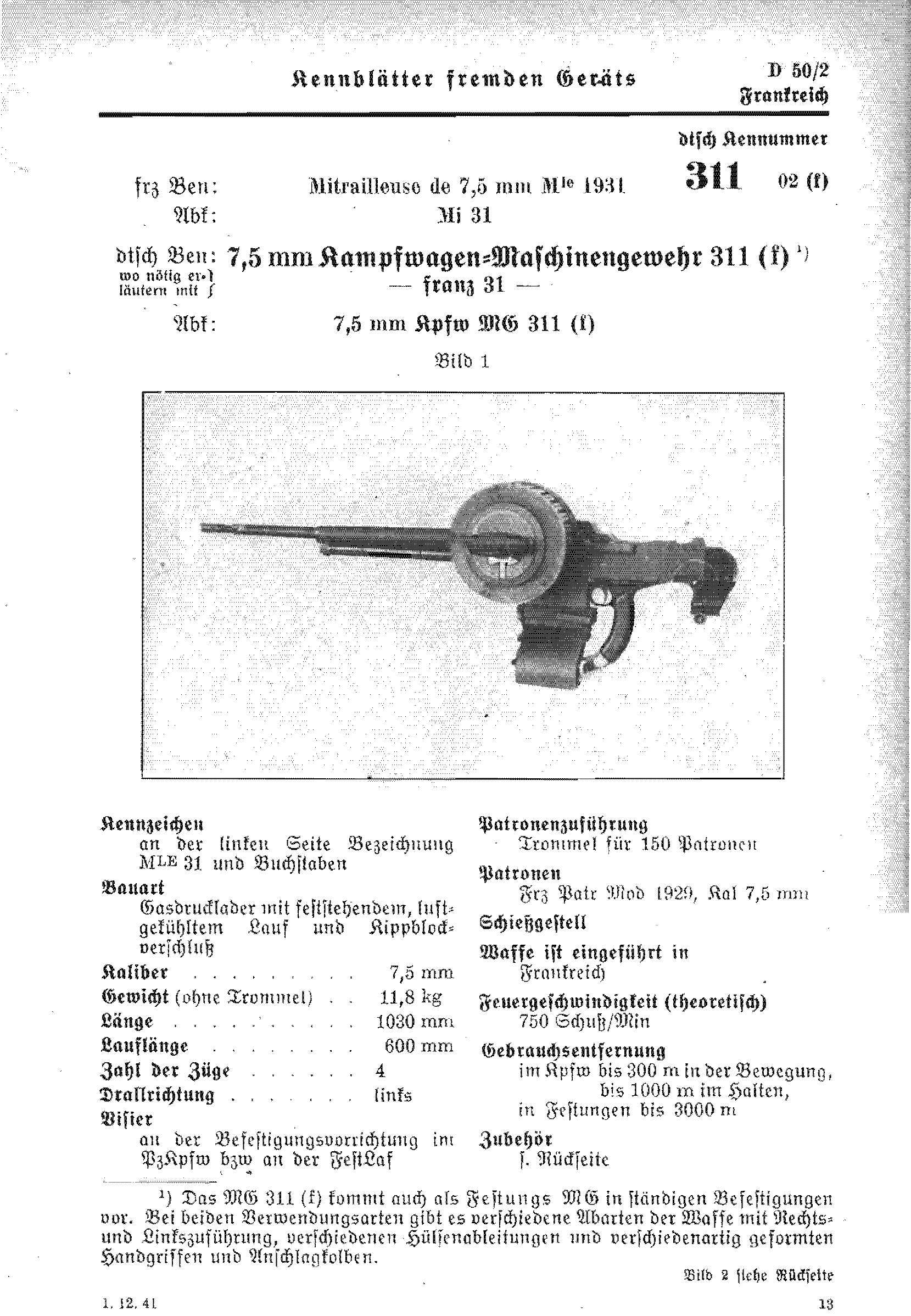
Kennblattbeispiel zu
D 50/2 Nr 311 (f)

In dieser Liste von Kampfwagen-Maschinengewehren gemäß den Kennblättern fremden Geräts D 50/2 werden Fremdgeräte vom Typ Kampfwagen-Maschinengewehr aufgeführt, die vom Heereswaffenamt verzeichnet wurden.
Nachfolgend ein Überblick/Auszug zur offiziellen Dokumentation Kennblätter fremden Geräts D 50/2: Maschinengewehre.

## Hinweise zur Liste
Aufbau der Tabelle
Untenstehende Tabelle führt folgenden Spalteninhalte:
- dtsch. Kennnr. (deutsche Kenn-Nummer), dies entspricht dem Originalindex in den Kopfzeilen der Kennblätter mit Kennnummer, Stoffgebietenummer und Beutezeichen.
- Abk. dtsch. Ben. (Abkürzung deutsche Benennung), Originalbezeichnung entnommen aus der fünften Zeile der Kennblätter.
- Landesbez. nach HWA (Heereswaffenamt), Originalangaben entnommen aus der ersten Zeile der Kennblätter.
- (Wikipedia-Artikel) Link zum Wikipedia-Artikel in runden Klammern in der zweiten Zeile unter Landesbez. nach HWA.
- Bild, eine Bildauswahl aus Wikipedia für dieses Objekt.
- Kal. mm (Kaliber), entnommen aus den technischen Angaben der Kennblätter.
- Bemerkungen, Originalangaben entnommen aus den erweiterten Angaben der Kennblätter.

 Info: Die in der Tabelle angegebenen Originaleinträge sollen nicht geändert werden, weil diese den Angaben aus den Kennblättern entsprechen. Nach neuerem Forschungsstand sind teilweise Errata in den Kennblättern erkannt worden. Diese werden unten im Abschnitt Anmerkungen jeweils zur Kenn-Nummer erläutert. Die Wikilinks in den runden Klammern sollten das Lemma der entsprechenden Artikel in Wikipedia enthalten.
| dtsch. Kennr. | Abk. dtsch. Ben.        | Landesbez.nach HWA (Wikipedia-Artikel)                                | Bild                                                                              | Kal. mm | Bemerkungen                                                                                    |
| ------------- | ----------------------- | --------------------------------------------------------------------- | --------------------------------------------------------------------------------- | ------- | ---------------------------------------------------------------------------------------------- |
| 311 02 (f)    | 7,5 mm Kpfw MG 311 (f)  | Mitrailleuse de 7,5 mm Mle 1931 (Reibel- Maschinengewehr)             |                                                                                   | 7,5     | verschiedene Varianten, kommt auch als Festungs-MG in ständigen Befestigungen                  |
| 311 02 (f) 1  | 7,5 mm Kpfw MG 311 (f)  | Mitrailleuse de 7,5 mm Mle 1931 (Reibel- Maschinengewehr)             | Lauf                                                                              | 7,5     |                                                                                                |
| 311 02 (f) 2  | 7,5 mm Kpfw MG 311 (f)  | Mitrailleuse de 7,5 mm Mle 1931 (Reibel- Maschinengewehr)             | Patronentrommel                                                                   | 7,5     |                                                                                                |
| 311 02 (f) 3  | 7,5 mm Kpfw MG 311 (f)  | Mitrailleuse de 7,5 mm Mle 1931 (Reibel- Maschinengewehr)             |                                                                                   | 7,5     | Trommelfüller (Bild: Nr. 1)                                                                    |
| 311 02 (f) 4  | 7,5 mm Kpfw MG 311 (f)  | Mitrailleuse de 7,5 mm Mle 1931 (Reibel- Maschinengewehr)             | Trommelschlüssel (Bild: Nr. 2)                                                    | 7,5     |                                                                                                |
| 311 02 (f) 5  | 7,5 mm Kpfw MG 311 (f)  | Mitrailleuse de 7,5 mm Mle 1931 (Reibel- Maschinengewehr)             | Rückstoßverstärker für Platzpatronen mit Gewinde für Feuerdämpfung (Bild: Nr. 3)  | 7,5     |                                                                                                |
| 311 02 (f) 6  | 7,5 mm Kpfw MG 311 (f)  | Mitrailleuse de 7,5 mm Mle 1931 (Reibel- Maschinengewehr)             | Rückstoßverstärker für Platzpatronen ohne Gewinde für Feuerdämpfung (Bild: Nr. 4) | 7,5     |                                                                                                |
| 311 02 (f) 7  | 7,5 mm Kpfw MG 311 (f)  | Mitrailleuse de 7,5 mm Mle 1931 (Reibel- Maschinengewehr)             | Zubehörkasten                                                                     | 7,5     |                                                                                                |
| 320 02 (r)    | 7,62 mm Kpfw MG 320 (r) | in D 50/2 keine Angabe (Infanterie- Maschinengewehr DP)               |                                                                                   | 7,62    |                                                                                                |
| 320 02 (r) 1  | 7,62 mm Kpfw MG 320 (r) | in D 50/2 keine Angabe (Infanterie- Maschinengewehr DP)               | Lauf                                                                              | 7,62    |                                                                                                |
| 320 02 (r) 2  | 7,62 mm Kpfw MG 320 (r) | in D 50/2 keine Angabe (Infanterie- Maschinengewehr DP)               | Zweibein mit Korn                                                                 | 7,62    |                                                                                                |
| 321 02 (a)    | 7,62 mm Kpfw MG 321     | Light Machine Gun, cal .30" M1919 (Browning M1919)                    |                                                                                   | 7,62    |                                                                                                |
| 321 02 (a) 1  | 7,62 mm Kpfw MG 321     | Light Machine Gun, cal .30" M1919 (Browning M1919)                    | Lauf                                                                              | 7,62    |                                                                                                |
| 321 02 (a) 2  | MG Dreifuß 321 (a)      | Machine Gun Tripod mount „Browning“                                   | Maschinengewehr- Dreifuß                                                          | 7,62    |                                                                                                |
| 331 02 (e)    | 7,7 mm Kpfw MG 331 (e)  | ,303-inchVickers Tank Machine Gun Mark VI (Vickers- Maschinengewehr)  |                                                                                   | 7,7     | geringe Fertigungs- unterschiede zu den Versionen VI* und VII                                  |
| 331 02 (e) 1  | 7,7 mm Kpfw MG 331 (e)  | ,303-inchVickers Tank Machine Gun Mark VI (Vickers- Maschinengewehr)  | Lauf                                                                              | 7,7     |                                                                                                |
| 332 02 (e)    | 7,7 mm Kpfw MG 332 (e)  | ,303-inchVickers Tank Machine Gun Mark VI* (Vickers- Maschinengewehr) |                                                                                   | 7,7     | geringe Fertigungs- unterschiede zu den Versionen VI und VII                                   |
| 332 02 (e) 1  | 7,7 mm Kpfw MG 332 (e)  | ,303-inchVickers Tank Machine Gun Mark VI* (Vickers- Maschinengewehr) | Lauf                                                                              | 7,7     |                                                                                                |
| 333 02 (e)    | 7,7 mm Kpfw MG 333 (e)  | ,303-inchVickers Tank Machine Gun Mark VII (Vickers- Maschinengewehr) |                                                                                   | 7,7     | glatter Mantel, veränderte Wasser- anschlüsse                                                  |
| 333 02 (e) 1  | 7,7 mm Kpfw MG 333 (e)  | ,303-inchVickers Tank Machine Gun Mark VII (Vickers- Maschinengewehr) | Lauf                                                                              | 7,7     |                                                                                                |
| 334 02 (e)    | 7,7 mm Kpfw MG 334 (e)  | in D 50/2 keine Angabe (Vickers- Maschinengewehr)                     |                                                                                   | 7,7     |                                                                                                |
| 334 02 (e) 1  | 7,7 mm Kpfw MG 334 (e)  | in D 50/2 keine Angabe (Vickers- Maschinengewehr)                     | Lauf                                                                              | 7,7     |                                                                                                |
| 341 02 (e)    | 7,9 mm Kpfw MG 341 (e)  | 7,9 mm Besa Tank Machine Gun Mark I (Besa- Maschinengewehr)           |                                                                                   | 7,9     | mit dem 7,9 mm Kpfw MG 341 (e) kann deutsche Munition verschossen werden, entspricht MG 37 (t) |
| 341 02 (e) 1  | 7,9 mm Kpfw MG 341 (e)  | 7,9 mm Besa Tank Machine Gun Mark I (Besa- Maschinengewehr)           | Lauf                                                                              | 7,9     |                                                                                                |
| 342 02 (g)    | 7,9 mm Kpfw MG 342 (g)  | in D 50/2 keine Angabe (Vickers- Maschinengewehr)                     |                                                                                   | 7,9     | ähnlich dem 7,7 mm Kpfw MG 334 (e)                                                             |
| 342 02 (e) 1  | 7,9 mm Kpfw MG 342 (g)  | in D 50/2 keine Angabe (Vickers- Maschinengewehr)                     | Lauf                                                                              | 7,9     |                                                                                                |
| 350 02 (i)    | 8 mm Kpfw MG 350 (i)    | Mitragliatrice Breda 38 (Breda 38)                                    |                                                                                   | 8       | ähnlich und systemgleich mit 8 mm s MG 259 (i)                                                 |
| 350 02 (i) 1  | 8 mm Kpfw MG 350 (i)    | Mitragliatrice Breda 38 (Breda 38)                                    | Lauf                                                                              | 8       |                                                                                                |
| 367 02 (e)    | 12,7 mm Kpfw MG 367 (e) | .50 inch Vickers Tank Machine Gun Mk V (Vickers- Maschinengewehr)     |                                                                                   | 12,7    |                                                                                                |
| 367 02 (e) 1  | 12,7 mm Kpfw MG 367 (e) | .50 inch Vickers Tank Machine Gun Mk V (Vickers- Maschinengewehr)     | Lauf                                                                              | 12,7    |                                                                                                |
| 369 02 (a)    | 12,7 mm Kpfw MG 369 (a) | Browning Machine Gun cal .50" M2 Heavy Barrel (Browning M2)           |                                                                                   | 12,7    |                                                                                                |
| 369 02 (a) 1  | 12,7 mm Kpfw MG 369 (a) | Browning Machine Gun cal .50" M2 Heavy Barrel (Browning M2)           | Lauf                                                                              | 12,7    |                                                                                                |
| 369 02 (a) 2  | MG Dreifuß 369 (a)      | Machin Gun Tripod mount, cal .50" M3                                  | Maschinengewehr- Dreifuß                                                          | 12,7    |                                                                                                |
| 376 02 (e)    | 15 mm Kpfw MG 376 (e)   | 15 mm "Besa" Tank Machine Gun Mk I (Besa- Maschinengewehr)            |                                                                                   | 12,7    | entspricht im Aufbau dem 15 mm Fla MG 39                                                       |
| 376 02 (e) 1  | 15 mm Kpfw MG 376 (e)   | 15 mm "Besa" Tank Machine Gun Mk I (Besa- Maschinengewehr)            | Lauf                                                                              | 12,7    |                                                                                                |